# Messe de l'Aurore
La messe de l'Aurore est une messe traditionnelle catholique généralement célébrée le jour de Noël avant le lever du jour. Elle suit immédiatement la messe de minuit et précède la messe du Jour, c'est-à-dire la messe du jour de noël.

## Histoire
Cette messe s'est substituée à celle qui était célébrée à l'origine en l'honneur de sainte Anastasie par le pape dans l'église romaine de Saint-Athanase.

## Déroulement
La messe de l'Aurore succède à la messe de Minuit et propose des lectures différentes généralement tirées des mêmes livres bibliques et mettent l'accent sur l'importance de la naissance du Christ pour les hommes. Pour les chrétiens, en tant que Fils de Dieu, il s'est fait homme pour le salut des hommes.